# 4651 Wongkwancheng
4651 Wongkwancheng este un asteroid din centura principală, descoperit pe 31 octombrie 1957.